# 广野食品
唐山市广野食品集团，是一家总部位于河北遵化的食品企业，于1992年由遵化市科技协会创办，产品最初以腌渍菜为主，后逐渐拓展至罐头、速冻食品、果蔬坚果等其他领域。1995年12月10日受到时任中央书记处书记的温家宝视察。

## 历史
1992年初，遵化市科技协会抽出4名干部来创办遵化市广野物产实业公司。1995年12月10日，受到时任中央书记处书记的温家宝视察，当时广野的影响力已辐射两市五县的8600多个农户，实现利税总额达1650多万元。1997年，与日本新进株式会社合资兴建唐山广野新进食品有限公司，从而打开日本市场。2022年2月，入选第七批农业产业化国家重点龙头企业名单。